# Pareuchaetes arravaca
Pareuchaetes arravaca är en fjärilsart som beskrevs av Jordan 1916. Pareuchaetes arravaca ingår i släktet Pareuchaetes och familjen björnspinnare. Inga underarter finns listade i Catalogue of Life.